# Ivans Klementjevs

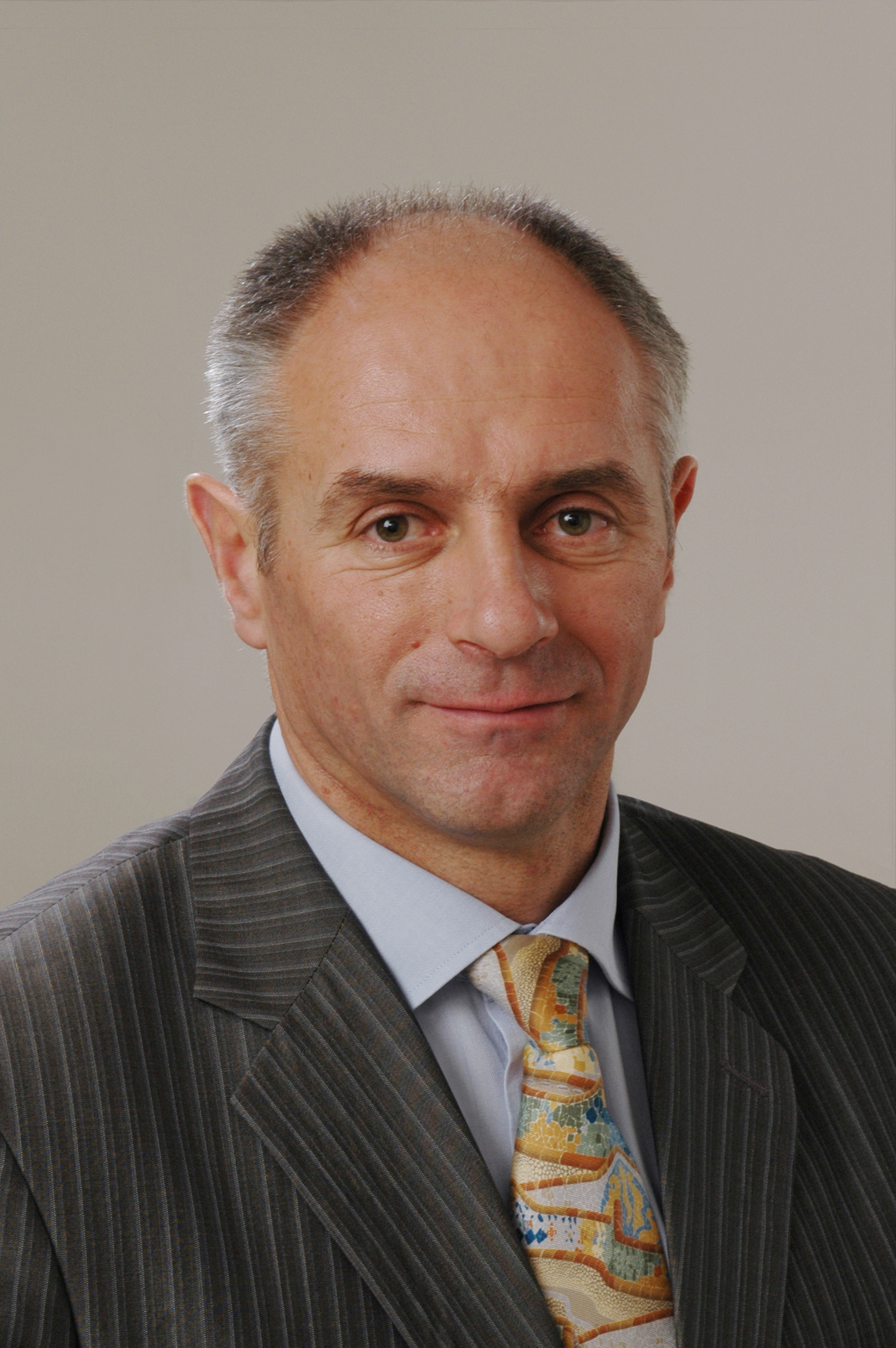
Ivans Klementjevs (2010)

Ivans Klementjevs (* 18. November 1960 in Butniki, Bezirk Krustpils, Lettische SSR) ist ein ehemaliger lettischer Kanute, der bis 1991 für die Sowjetunion antrat. Er gewann bei drei Olympiateilnahmen drei Medaillen.

## Sportliche Karriere

### Sowjetunion
Seine erste internationale Medaille gewann Klementjevs bei den Weltmeisterschaften 1983, als er zusammen mit Sergej Ossadtschi die Silbermedaille im Zweier-Canadier über 500 Meter hinter den Jugoslawen Matija Ljubek und Mirko Nišović erkämpfte. Bei den Weltmeisterschaften 1985 siegte er im Einer-Canadier über 1000 Meter. Im Jahr darauf gewann auf dieser Strecke der Rumäne Aurel Macarencu vor Klementjevs. 1987 in Duisburg siegte über 1000 Meter Olaf Heukrodt aus der DDR vor dem Bulgaren Martin Marinow und Klementjevs. 
Bei den Olympischen Spielen 1988 in Seoul gewann Klementjevs seinen Vorlauf vor dem Kanadier Larry Cain und das Halbfinale vor dem Bulgaren Nikolaj Buchalow. Im Finale erreichte er das Ziel mit drei Sekunden Vorsprung vor Jörg Schmidt aus der DDR, dahinter kamen Buchalow und Cain ins Ziel. Bei den Weltmeisterschaften 1989 gewann er das 1000-Meter-Finale vor Larry Cain. Über 10.000 Meter siegte Klementjevs vor dem Ungarn Zsolt Bohács. Im Jahr darauf siegte Klementjevs bei den Weltmeisterschaften in Posen über 1000 Meter und belegte über 10.000 Meter den dritten Platz hinter Bohacs und Jan Bartůněk aus der Tschechoslowakei. 1991 trat bei den Weltmeisterschaften in Paris letztmals die sowjetische Nationalmannschaft an. Klementjevs gewann seinen dritten Titel über 1000 Meter in Folge. Über 10.000 Meter erkämpfte er die Silbermedaille hinter Bohács.

### Lettland
Ab 1992 trat Klementjevs für Lettland an. Bei den Olympischen Spielen 1992 in Barcelona belegte er sowohl im Vorlauf als auch im Halbfinale den dritten Platz. Im Finale siegte der Bulgare Nikolaj Buchalow mit 0,68 Sekunden Vorsprung vor Klementjevs, 0,75 Sekunden dahinter kam der Ungar György Zala ins Ziel. Im Jahr darauf gewann Klementjevs bei den Weltmeisterschaften 1993 in Kopenhagen seinen ersten WM-Titel für Lettland. Seinen fünften Titel über 1000 Meter in Folge gewann Klementjevs bei den Weltmeisterschaften 1994 in Mexiko-Stadt. Nach einem Jahr 1995 ohne Medaillengewinn erreichte Klementjevs bei den Olympischen Spielen 1996 in Atlanta nach einem dritten Platz im Vorlauf und einem Sieg im Halbfinale zum dritten Mal das Olympiafinale über 1000 Meter. Mit einer halben Sekunde Rückstand auf den Tschechen Martin Doktor und anderthalb Sekunden Vorsprung auf den Ungarn György Zala gewann der Lette in seinem letzten großen Rennen noch einmal die Silbermedaille. Danach endete die sportliche Karriere des Lehrers aus Riga.

## Politische Karriere
Klementjevs war Mitglied der Partei Tautas Saskaņas partija und ist Mitglied der Nachfolgepartei Sociāldemokrātiskā partija „Saskaņa“. Er war von 2001 bis 2005 im Stadtrat von Riga und wurde 2006 in das lettische Parlament Saeima gewählt, dem er bis 2022 angehörte.